# 异药芥属
异药芥属（学名：Atelanthera）是十字花科下的一个属，为一年生小草本植物。该属仅有Atelanthera perpusilla一种，分布于印度、巴基斯坦、阿富汗和中国西藏。